# Alraune (1928)
Alraune ist ein Stummfilm von Henrik Galeen aus dem Jahre 1927 und erlebte seine Uraufführung am 25. Januar 1928. Er basiert, wie auch die anderen Verfilmungen dieses Stoffes, auf dem 1911 erschienenen Roman Alraune. Die Geschichte eines lebenden Wesens von Hanns Heinz Ewers.

## Handlung
Professor ten Brinken versucht mit dem Sperma eines exekutierten Lustmörders eine künstliche Befruchtung. Eine Dirne wird so geschwängert; ihr Kind ist das Mädchen Alraune.
Sie wächst in einem Klosterpensionat auf. Von dort flieht sie mit einem Jungen, den sie zuvor zum Diebstahl einer größeren Summe Geld angestiftet hatte. Alraune landet schließlich in einem Zirkus, wo sie bei einem Zauberkünstler auftritt. Ten Brinken macht sie ausfindig und nimmt sie zu sich, wo sie ein luxuriöses Leben führen kann. Aus Tagebuchaufzeichnungen des Professors bekommt sie Kenntnis von ihrer Herkunft und fasst in ihrem spontanen Hass den Plan, ihn des Nachts zu erwürgen. Sie kommt jedoch auf die sadistischere Idee, ihn leiden zu lassen, indem sie ihn in sich verliebt macht. Dieses Kalkül geht auf; Professor ten Brinken verfällt ihr emotional und ruiniert sich für sie durch Glücksspiel. Er leidet zudem an seiner von Alraune gezielt provozierten Eifersucht.
Alraune, schlussendlich ihres Wesens überdrüssig geworden, möchte zu einem normal fühlenden Menschen ohne Hang zur Grausamkeit werden und gibt sich der Erlösung in der Liebe hin.

## Produktionsnotizen
Der Film wurde im Herbst 1927 gedreht. Für die Filmbauten waren Max Heilbronner und Walter Reimann verantwortlich.

## Kritik
Reclams Filmführer urteilte über den Film: „Galeen, als Regisseur des 'Übersinnlichen' versiert, inszenierte diesen Film als Vision des Schreckens, in der Brigitte Helm in maskenhafter Starre dem unausweichlichen Untergang zutrieb.“
Lotte H. Eisner schrieb in Die dämonische Leinwand: „Wenn der Stummfilm Alraune (Henrik Galeen, 1928) der Alraune von 1930, dem Sprechfilm von Richard Oswald, so sehr überlegen ist, so liegt es nicht nur daran, daß Galeen weit mehr Talent als Oswald besessen hat. Dem Stummfilm Alraune kommt das Schweigen zugute, das die Spannung und Stimmung eines fantastischn Sujets nicht verletzt […].“